# Ferocactus diguetii
Ferocactus diguetii es una especie de la familia de las cactáceas. Es originaria de Norteamérica.

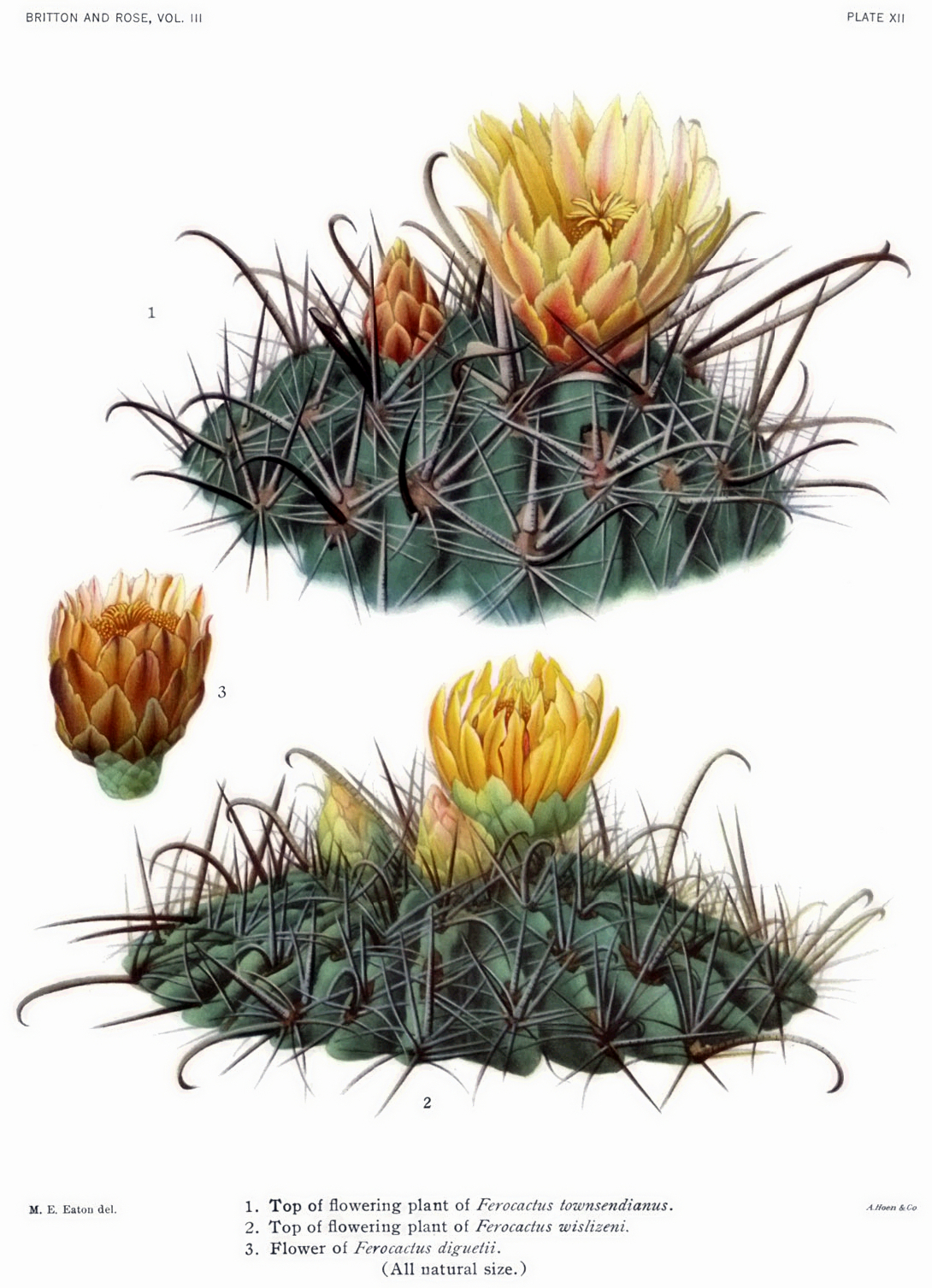
Ilustración

## Descripción
Se trata de una planta que crece individualmente, con tallos en forma de columnas  y que alcanza un diámetro de 40 centímetros y una altura de hasta 4 metros. Tiene de 25 a 35 costillas que son de hasta 3 cm. Las cuatro a ocho espinas, de hasta 5 centímetros de largo son de color amarillo a rojo-gris y no pueden distinguir entre las espinas centrales y radiales. Las flores en forma de embudo, son rojas y crecen hasta los 4 cm de longitud  y tienen un diámetro igual. El fruto es de hasta 3 centímetros fruta.

## Distribución
Ferocactus diguetii se encuentra en el estado mexicano de Baja California y en las islas del Golfo de California.

## Taxonomía
Ferocactus diguetii fue descrita por (F.A.C.Weber) Britton & Rose y publicado en The Cactaceae; descriptions and illustrations of plants of the cactus family 3: 131–132, pl. 11, f. 2; pl.12, f. 3, en el año 1922.
Etimología
Ferocactus: nombre genérico que deriva del adjetivo latíno "ferus" = "salvaje" , "indómito" y "cactus", para referirse a las fuertes espinas de algunas especies.
diguetii epíteto
Variedades
- Ferocactus diguetii var. carmenensis G.E.Linds.
- Ferocactus diguetii var. diguetii

Sinonimia
- Echinocactus diguetii A.A.Weber
- Ferocactus diguetii var. carmenensis G.E.Linds.
- Ferocactus diguetii subsp. carmenensis (G.E.Linds.) F.Wolf & R.Wolf[2][3][4]